# Tasty Planet

Tasty Planet — широко розповсюджена та різноманітна франшиза відеоігор з видом зверху, видана студією Dingo Games у Ванкувері. Ігри призначені для дітей віком від 8 років і можуть бути завантажені на системи Windows або Macintosh.
Ігри зосереджені на еволюції прототипу засобу для чищення ванної кімнати " Grey Goo" (Сірий слиз). Рівні слідують за тим, як Gray Goo просувається від поїдання частинок бруду до жуків і листя, а потім, зрештою, до решти всесвіту. Гра є аркадною в стилі та має як звичайний режим, де гравці можуть грати для відпочинку без таймера, так і повну гру, яка має час і має бути завершена до закінчення часу, щоб завершити рівень. В оригінальній грі Tasty Planet також є 3 бонусні рівні, що називаються рівнями витривалості, які є довгими та можуть зайняти до години, щоб пройти кожен. У іграх Tasty Planet для iOS і Android є тільки звичайний режим, і він не має обмеження за часом.

## Смачна планета(2006)

### Сюжет
Сюжет показаний виключно через комікси в кінці деяких рівнів. Перший комікс показує вченого, який розповідає своєму помічнику про своє останнє відкриття — засіб для чищення ванної кімнати Grey Goo. Вони поміщають його під мікроскоп, і починається перший рівень гри. Після перших двох рівнів гри помічник торкається Сірого Гу, який кусає його і проникає в його тіло. Вчений каже своєму помічнику: «Просто йди і вимий руки».
Потім Gray Goo змивається в каналізацію та приземляється назовні, де переміщується в парк і збільшується в розмірах. Потім він переходить до столу для пікніка, де вчений і асистент обідають. Коли вони знаходять це, пара викидає Gray Goo в океан. Потім Gray Goo проїдає океан і запускається китом в інший парк, а потім у місто. Там Grey Goo стикається зі своєю першою війною з людьми, які намагаються використати гармати, танки тощо, щоб зупинити його. Зрештою він запускається в небо, а потім на орбіту навколо Землі. З'ївши Місяць, Землю та решту Сонячної системи (включаючи Плутон), він переходить до найближчих зірок, таких як Альфа Центавра, і за межі Чумацького Шляху . Однак його маса стає занадто великою після того, як поглинає тканину простору та часу, і він вибухає, таким чином змушуючи всесвіт початися знову.

## Рівні
Гра Tasty Planet поділена на 9 розділів, кожна з яких містить певну кількість рівнів. Вони перераховані в порядку збільшення розміру в міру зростання Gray Goo.
1. Лабораторії
2. Ззовні
3. Пікнік
4. океан
5. Парк
6. Місто
7. Небо
8. Орбіта
9. Космос

Додатковою опцією, яку можна вибрати в головному меню, є режим витривалості. Це варіації на 3 існуючих рівнях. Єдина зміна полягає в тому, що гравець росте надзвичайно повільно, і для проходження одного з цих рівнів може знадобитися більше години. Вони вважаються найскладнішою частиною гри.

## Смачна планета: Повернення на секунди(2010)
Tasty Planet: Back for Seconds, друга частина франшизи, вийшла у вересні 2010 року.

### Сюжет
Як і в оригінальній грі Tasty Planet, сюжет показаний виключно через комікси на початку або в кінці деяких рівнів. Перший комікс показує вченого, який розповідає своєму помічнику про свою нову машину часу, а також згадує про випадкове відкриття, сіру слизову краплю, яка сидить під склянкою. Асистент вважає, що крапля виглядає голодною, і дає їй цукерки. Крапля їсть цукерку, потім науковий апарат на столі, за ним щури, потім коти, потім більші апарати, доки не стане достатньо великим, щоб поглинути саму машину часу, яка змушує її подорожувати в часі на 65 мільйонів років.
Сіра слизь знову починає з малого в пізньому крейдяному періоді, поглинаючи рослини та тварин цього району, перш ніж поглинути вулкан і на нього вдарив метеор, що запобігло вимиранню динозаврів . У сьогоденні вчений і асистент відчувають зміни в часовій шкалі, як це відбувалося в минулому. Після попадання метеора сіра слизь знову подорожує в часі, але кожного разу, коли вона подорожує в часі, вона зменшується. Потім він подорожує до Єгипту та поглинає змій, мумій, котів, людей, будівлі та піраміди. Далі він подорожує до Стародавнього Риму, де вживає бенкет, людей, потім будує та руйнує місто, змушуючи римлян об'єднатися та запобігти падінню імперії. Далі він подорожує до феодальної Японії, де їсть рис, ніндзя та будівлі, а також поглинає монстерзиллу, позбавляючи світ захисту від гігантських монстрів і дозволяючи їм спустошувати сьогодення.
На цей момент вчений зрозумів, що сірій слизу залишився лише один стрибок, цього разу в майбутнє, і вони повинні бути до цього готові, тому він і його помічник зберігають свій мозок, щоб вони могли вижити, поки не з'явиться сіра слиз. Коли це станеться, у далекому майбутньому, він буде мікроскопічним, а не кілька сантиметрів у діаметрі, як зазвичай, коли він стрибає, але вчений підготував крихітних роботів, щоб знищити сіру слиз, поки вона ще маленька. Однак він уникає ботів і стає більшим, що вимагає другої лінії захисту вченого: енергетичної зброї, прищепленої мурахам, щурам і котам. Він також ухиляється від них, виростаючи достатньо великим, щоб поглинути мізки вченого та його помічників. Величезні танки-гуманоїди, озброєні потужними лазерами, відправляються, щоб знищити слиз, діаметр якої тепер становить кілька метрів, але він ухиляється від вибухів, поглинає майбутні технології, людей і машини, а також знищує танки, руйнуючи місто.
Далі він запускається в космос, росте на невеликих астероїдах, знищує останню лінію захисту людства — озброєні круглі супутники діаметром приблизно 120 кілометрів — потім переходить до знищення Землі, Місяця та планет (за винятком Плутона, оскільки він також малий порівняно з газовими гігантами). Далі сіра слиз поглинає маленькі зірки навколо сонця, потім саме сонце, аж до червоних гігантів . Слиз поїдає найбільші зірки (червоні гіпергіганти); Хоча одна з них зазнає гіпернової, залишаючи чорну діру, слиз поглинає чорну діру також. Слиз продовжує поглинати туманності, зоряні скупчення, галактики та скупчення галактик. Роздираючи тканину часу, вона їсть цю тканину і виявляє, що просторово-часовий континуум лежить на спині черепахи, яка знаходиться на спині трохи більшої черепахи, і що це черепахи на всьому шляху вниз . Потім він їсть черепах, поки вони не зникнуть, але оскільки черепах нескінченна кількість, бенкет слизу не закінчується, завершуючи гру.

### Рівні
Гра Tasty Planet: Back For Seconds поділена на 6 розділів, а потім ще на 48 рівнів. Вони перераховані в основному пов'язані з історією, але багато рівнів є окремими викликами, не пов'язаними з ростом сірої слизу, як-от рівень, де слиз повинен їсти дитинчат бегемота, але уникати дорослих, поки не стане достатньо великим.
1. Сучасна епоха (4 рівні)
2. Крейдяна ера (7 рівнів)
3. Єгипетська ера (11 рівнів)
4. Стародавній Рим (8 рівнів)
5. Феодальна Японія (7 рівнів)
6. Далеке майбутнє (10 рівнів)

## Tasty Blue(2014)
Tasty Blue — третя гра Tasty Planet. Незважаючи на відсутність «Планети» в назві, вона все ще вважається частиною серії на веб-сайті Dingo Games. Він має 50 основних рівнів і 15 додаткових бонусних рівнів. Він також має 5 труднощів; Дуже легкий, легкий, середній, важкий і смертельний.

### Сюжет

#### Голді або Золота рибка
Золота рибка, відома на картці Steam як Goldy, є першим персонажем гри. Дитина купує вас у зоомагазині та перегодовує, хоча на табличці написано «Не перегодовуйте». Проігнорувавши знак, малюк годує Голді занадто багато їжі, після чого Голді тікає і з'їдає все.

#### Смайлс або Дельфін
Дельфін, відомий на колекційній картці Steam як Smiles, є другим персонажем гри. Він опинився в пастці в акваріумі. Він почув відео про те, як Голді їсть все, тому помстився. Смайли стрибали через обруч, щоб набрати риби. Як тільки Смайлс з'їв достатньо риби, він втік і з'їв усе інше. Пізніше він об'єднується з Голді.

#### Бренда або Нано Акула
Наноакула, відома в колекційній картці Steam як Бренда, є третім і останнім персонажем гри. Вона була створена, щоб не дати Голді та Смайлзу їсти все. Вчені випустили її на волю. Вона справді їла Голді та Смайлз, але пінгвін, який жував програму, зупиняв її. Через це вона з'їла землю.

## Смачна планета назавжди(2018)
Tasty Planet Forever — четверта гра у серії, випущена в 2018 році. У ньому більше восьми ігрових персонажів і понад 150 рівнів.

### Сюжет

#### Паризька кішка
Гра починається в Парижі, Франція . Два шеф-кухаря, які нагадують оригінального вченого та його помічника з двох оригінальних ігор, вважають, що кухня брудна; старший кухар повідомляє своєму помічнику про робота-кота, подарованого йому двоюрідним братом. Вони наказують своєму роботизованому коту їсти горох, тарганів, мишей, винні пляшки, ножі та круасани на підлозі. Однак це не зупинилося і продовжувало їсти більше. З'ївши офіціантів, клієнтів і інших людей, він почав поглинати дерева, машини, будівлі, Ейфелеву вежу і, зрештою, весь Париж.

#### Карибський восьминіг
Дитинча восьминога в Карибському морі спить, але його розбудила алюмінієва банка, яка вдарилася йому по голові. Він випливає на поверхню моря і, на свій розчарування, виявляє, що міський курорт на острові створив велику купу відходів. Восьминіг починає їсти сміття, через що воно стає більшим і врешті-решт поглинає острівний курорт, що виробляє відходи.

#### Африканський щур
В Африці чужоземний бродячий щур з'являється серед інших щурів, навчених їсти старі наземні міни, щоб запобігти загибелі тварин, яким загрожує зникнення. Щур починає поїдати мешканців і фауну пустелі Сахара, а також сафарі-фургони, курорти та літаки.

#### Велика міська бджола
Щоб запобігти загибелі бджолиних колоній, генетично модифіковану бджолу тримають у пробірці для перевірки. Під час інтерв'ю чоловік проходить повз і спостерігає за бджолою. Вражений розміром її очей, чоловік агресивно клацає пробірку, в результаті чого бджола виходить на волю. Спочатку він харчується нектаром, але збільшується в розмірах і переходить на комарів, яблука, трутнів, потім цілих людей, дерева, літаки, будівлі, пагорби, гори та острови. Згодом бджола поглинає континенти, Місяць і, нарешті, Землю.

#### Тихоокеанська велика акула
В альтернативній часовій шкалі чоловік, відповідальний за великий рибальський бізнес, хвалиться тим, що вбив усіх акул у Тихому океані, коли настав 1956 рік. Однак один біля узбережжя Британської Колумбії починає споживати іншу рибу, аквалангістів і, зрештою, дерев'яні будиночки.

#### Австралійський Дінго
В австралійській глибинці бродячий дінго, навчений харчуватися інвазивними видами, починає поїдати людей і, зрештою, весь ландшафт, включаючи трактори, будинки та посіви.

#### Кіберпанк Пінгвін
У майбутньому більша частина льоду на Землі розтанула, що призвело до підвищення рівня моря . Група пінгвінів була обмежена безплідним островом, тоді як більшість людства побудувала плавучий острів у дуже забрудненій атмосфері. У громаді пінгвінів відбувається мутація, яка дає йому крила, за допомогою яких він летить до одного зі штучних плавучих міст. Він починається з малого, з'їдаючи першу картоплю фрі, м'ясні закуски, молі та метеликів, а потім споживає системи кондиціонування повітря, будівлі, футуристичні літальні апарати та цілі плавучі міста.

#### Марсіанський сірий гу
У 2057 році перші люди нарешті зможуть висадитися на Марс . Однак один із членів екіпажу повідомляє, що спостерігав «аномалії» у зразках льоду, які він привіз із собою. Виявляється, що «аномалії» походять від сірої слизу, вмерзлої в лід, яка має субатомний розмір. Слиз починає поїдати кварки, адрони, атоми, перш ніж збільшитися в розмірах, щоб з'їсти членів екіпажу, їхні роботизовані ікла та їхні поселення на Марсі. Після поглинання всіх людських баз слиз поглинає поверхні Марса (такі як крижані шапки планети), перш ніж поглинути всю планету та сім інших планет Сонячної системи (включаючи Землю та за винятком Плутона). Потім він переміщається вгору, щоб з'їсти Сонце, зірки M-типу, K-типу та жовтих карликів, зірки T Тельця, туманності, "Космічні промені Манти ", Чумацький Шлях та інші галактики в Місцевій групі, « нудлового монстра». ", і врешті-решт спостережуваний Всесвіт . Всесвіт, однак, виявляється нічим іншим, як кварком у набагато більшому всесвіті, з набагато більшою кількістю кварків як паралельних всесвітів, що дозволяє нескінченне споживання.

## Мета
Основна мета ігор — досягти розміру, заданого рівнем. Це робиться шляхом поїдання суб'єктів, які менші за сіру слизь, і уникнення тих, які можуть завдати їй шкоди, таких як лейкоцити, бактерії та самураї . Проте торкнувшись руйнівного предмета, ви видаляєте лише невелику частинку матерії для сірої слизу, і є обмеження на те, скільки видаляється, тому в режимі Casual неможливо програти гру. Крім того, переважна більшість шкідливих об'єктів ігнорує сіру слиз, лише деякі активно переслідують її, і ніщо в грі не може рухатися швидше за сіру слиз, за винятком певних бонусних рівнів, де метою є стати більшим за комп'ютер. контрольована сіра слизь. Рівень завершується, коли Gray Goo досягає необхідного розміру або іншим чином виконує вимоги етапу (наприклад, наприклад, з'їдає певну кількість яєць або мумій). На рівнях із обмеженням часу гравці також можуть спробувати отримати «Медалі» для кожного рівня, пройшовши рівень за певний ліміт часу, який можна знайти в меню вибору рівня, навівши курсор миші на вибраний рівень. Це інше в Tasty Planet Forever, де гравець повинен отримати певну кількість балів, щоб отримати «зірки». На певних рівнях виклику дотик до єдиного шкідливого предмета призводить до негайної смерті.